# نيكولاس غولن
نيكولاس غولن (بالإسبانية: Nicolás Guillén)‏ هو كاتب وصحفي وشاعر كوبي، ولد في 10 يوليو 1902 في كاماغواي في كوبا، وتوفي في 16 يوليو 1989 في هافانا في كوبا.

## وصلات خارجية
- نيكولاس غولن على موقع IMDb (الإنجليزية)
- نيكولاس غولن على موقع الموسوعة البريطانية (الإنجليزية)
- نيكولاس غولن على موقع مونزينجر (الألمانية)
- نيكولاس غولن على موقع ميوزك برينز (الإنجليزية)
- نيكولاس غولن على موقع ديسكوغز (الإنجليزية)